# Acer betulifolium
Acer betulifolium é uma espécie de árvore do gênero Acer, pertencente à família Aceraceae.